# Polydesmus oniscinus
Polydesmus oniscinus är en mångfotingart som beskrevs av Paul Gervais och Justin Goudot 1844. Polydesmus oniscinus ingår i släktet Polydesmus och familjen plattdubbelfotingar. Inga underarter finns listade i Catalogue of Life.